# Trail Menorca Camí de Cavalls

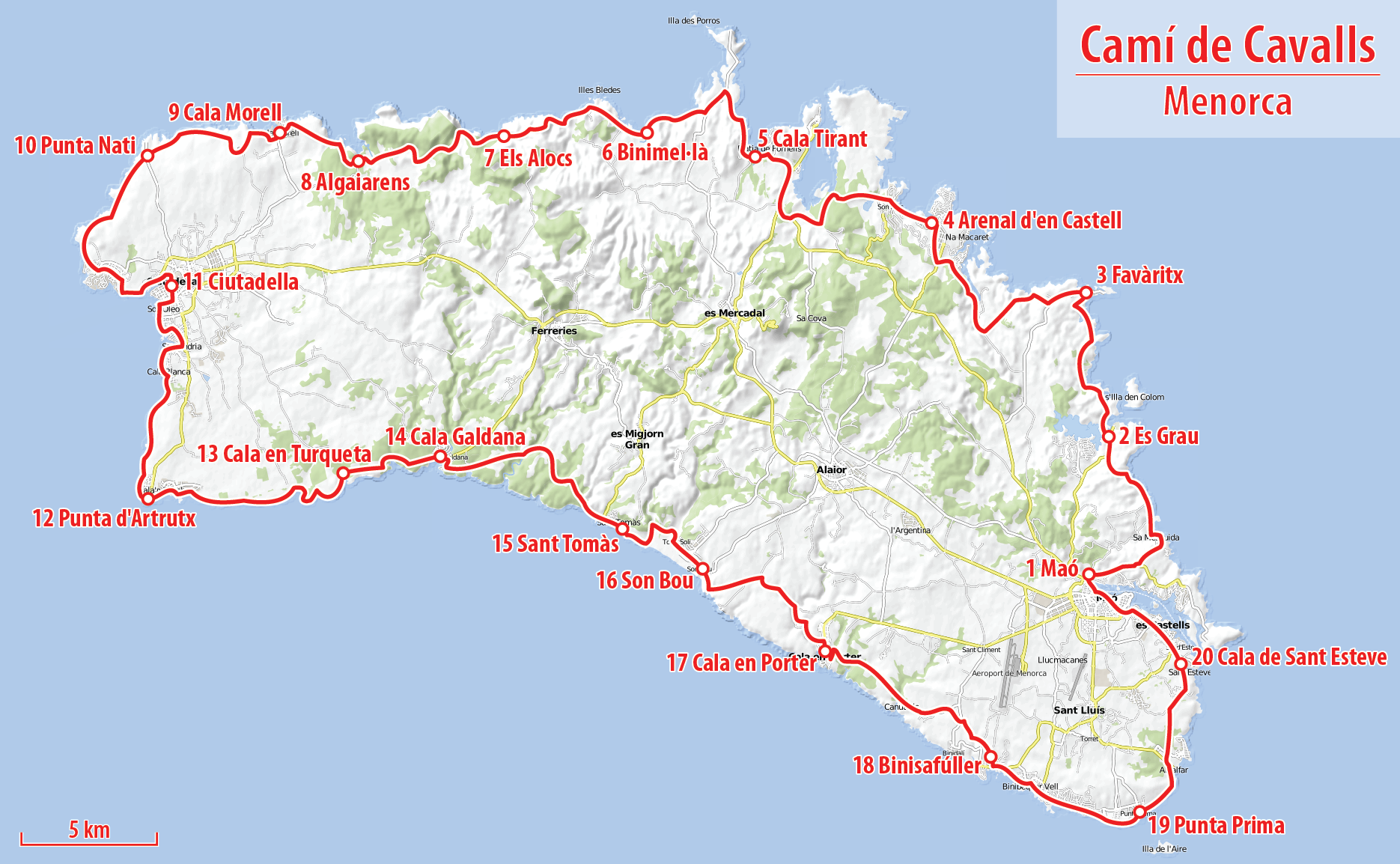
Recorrido de la prueba principal del Trail 'Camí de Cavalls'

El Trail Menorca Camí de Cavalls es una ultramaraton de montaña disputada en la isla de Menorca, España. El recorrido de la prueba rodea toda la isla de Menorca por el Camí de Cavalls, cubriendo una distancia total de 185,3 kilómetros (115,1 mi).
La prueba se divide en cinco eventos diferentes:
- Trail Cami de Cavalls 185,0 km
- Trail Costa Nord - 100,4 km
- Trail Costa Sud - 84,6 km
- Trekking Costa Nord - 33,4 km
- Trekking Costa Sud - 55,1 km.

La primera edición se disputó entre el 18 de mayo y el 20 de mayo de 2012, y más de 270 participantes formaron parte de la carrera.
La segunda edición se disputó entre el 17 y el 19 de mayo de 2013 y atrajo a más de 285 corredores de diferentes países.

## Ganadores

### Trail Camí de Cavalls - 185 km
| Año  | Masculino                                      | Femenino                        |
| ---- | ---------------------------------------------- | ------------------------------- |
| 2012 | Mia Carol (23h 39m 13s)                        | Djanina Freytag (33h 11m 43s)   |
| 2013 | Dani Coll (25h 00m 23s)                        | Laia Diez (27h 16m 33s)         |
| 2014 | Zigor Iturrieta (21h 10m 04s)                  | Vanesa Ruiz (29h 24m 49s)       |
| 2015 | Javier Castillo (20h 43m 41s)                  | Aydee Rayda Soto (28h 12m 29s)  |
| 2016 | Antoine Guillon (19h 18m 53s)                  | Laia Diez (27h 26m 41s)         |
| 2017 | Antoine Guillon (19h 29m 07s)                  | Gemma Avelli (24h 46m 45s)      |
| 2018 | Pere Lluís Garau Antoine Guillon (19h 21m 21s) | Tina Ameller (26h 56m 53s)      |
| 2019 | Pere Lluís Garau Antoine Guillon (18h 42m 33s) | Lucia Pasamar (22h 06m 40s)     |
| 2021 | Antoine Guillon (16h 46m 56s)*                 | Claire Bannwarth (19h 51m 22s)* |
| 2022 | Antoine Guillon (19h 53m 01s)                  | Claire Bannwarth (24h 49m 55s)  |
| 2023 | Tòfol Castanyer (18h 19m 50s)                  | Claire Bannwarth (23h 16m 43s)  |

∗ La carrera de 185 km de 2021 se dividió en dos partes debido a que el toque de queda por COVID no permitía correr de noche.

### Otras modalidades

#### Masculino
| Año  | Trail Costa Nord - 100,4 km         | Trail Costa Sud - 84,6 km          | Trekking Costa Nord - 33,4 km            | Trekking Costa Sud - 55,1 km           |
| ---- | ----------------------------------- | ---------------------------------- | ---------------------------------------- | -------------------------------------- |
| 2012 | Salvador Millán Marco (11h 44m 16s) | Marc Roig Tio (8h 57m 00s)         | Juan Antonio Moreno Fuentes (5h 32m 48s) | Arturo Neriz Bellido (4h 24m 54s)      |
| 2013 | Miquel Pons Pons (10h 31m 18s)      | Xavier Garcia Carabi (08h 12m 13s) | no disputada                             | Josep Jansa Dubon (05h 18m 38s)        |
| 2014 | Xavier Garcia Carabi (10h 12m 01s)  | Joan Noguera Bisbal (08h 03m 31s)  | Paco Arnau Rubio (02h 34m 22s)           | Juan José Mateos Delgado (05h 17m 36s) |
| 2015 | Casey Morgan (8h 57m 18s)           | Pau Garriga (08h 04m 53s)          | Biel Martinez (02h 29m 19s)              | Miquel Pons (04h 54m 21s)              |

## Ediciones
La edición de 2013 tuvo dos cambios respecto a la primera edición. El Trekking Costa Nord dejó de estar disponible como prueba y el Trekking Costa Sud pasó de 43,5 km a 54,5 km. El número de participantes inscritos aumentó un 9%, pasando 270 inscritos en el 2012 a los 295 del año 2013. En 2014, hubo 643 inscritos multiplicando por 2,18 los inscritos del año 2013 y en el 2015 se alcanzaron los 913 participantes.